# Regierung Hansen II
Die Regierung Hansen III (dän. regeringen Hansen II) unter dem sozialdemokratischen Ministerpräsidenten H. C. Hansen war vom 28. Mai 1957 bis zum 21. Februar 1960 die dänische Regierung. Amtierender König war Friedrich IX.
Die Regierung Hansen II war das 48. dänische Kabinett seit der Märzrevolution und bestand aus der Socialdemokraterne, Det Radikale Venstre und Danmarks Retsforbund, weshalb sie als „Dreiecks-Regierung“ bezeichnet wird. Fast alle sozialdemokratischen Minister der letzten Besetzung der vorigen Regierung wurden übernommen. Wie auch sein Vorgänger, Hans Hedtoft, starb H. C. Hansen im Amt.

## Kabinettsliste
| Ressort                                  | Name             | Partei               | Amtsperiode                                                 |
| ---------------------------------------- | ---------------- | -------------------- | ----------------------------------------------------------- |
| Ministerpräsident                        | H. C. Hansen     | Socialdemokraterne   | bis zum 19. Februar 1960                                    |
| Ministerpräsident                        | Viggo Kampmann   | Socialdemokraterne   | ab dem 19. Februar 1960                                     |
| Äußeres                                  | H. C. Hansen     | Socialdemokraterne   | bis zum 8. Oktober 1958                                     |
| Äußeres                                  | Jens Otto Krag   | Socialdemokraterne   | ab dem 8. Oktober 1958 (zuvor Minister für Außenwirtschaft) |
| Finanzen                                 | Viggo Kampmann   | Socialdemokraterne   |                                                             |
| Verteidigung                             | Poul Hansen      | Socialdemokraterne   |                                                             |
| Inneres                                  | Søren Olesen     | Danmarks Retsforbund |                                                             |
| Kirche                                   | Bodil Koch       | Socialdemokraterne   |                                                             |
| Bildung                                  | Jørgen Jørgensen | Det Radikale Venstre |                                                             |
| Justiz                                   | Hans Hækkerup    | Socialdemokraterne   |                                                             |
| Industrie, Handel, Handwerk und Seefahrt | Kjeld Philip     | Det Radikale Venstre |                                                             |
| Soziales                                 | Julius Bomholt   | Socialdemokraterne   |                                                             |
| Wirtschaft und nordische Zusammenarbeit  | Bertel Dahlgaard | Det Radikale Venstre |                                                             |
| Arbeit und Wohnungen                     | Kaj Bundvad      | Socialdemokraterne   |                                                             |
| öffentliche Arbeiten und Grönland        | Kai Lindberg     | Socialdemokraterne   |                                                             |
| Landwirtschaft                           | Karl Skytte      | Det Radikale Venstre |                                                             |
| Fischerei                                | Oluf Pedersen    | Danmarks Retsforbund |                                                             |

## Quelle
- Statsministeriet: Regeringen H.C. Hansen II